# Ридалакши
Ридалакши — озеро на территории Луусалмского сельского поселения Калевальского района Республики Карелии.

## Общие сведения
Площадь озера — 1,6 км². Располагается на высоте 102,7 метров над уровнем моря.
Форма озера лопастная. Берега каменисто-песчаные, с востока — возвышенные, с запада и севера — заболоченные.
С севера в озеро впадает река Войница. С юга Ридалакши широкой протокой соединятся с озером Верхним Куйто.
Ближе к северо-западному берегу Ридалакши озера расположен один относительно крупный (по масштабам водоёма) остров Каршикко.
На юго-западном берегу озера располагается посёлок Войница.
Код объекта в государственном водном реестре — 02020000811102000004326.